# Università degli Studi di Udine
L'Università degli Studi di Udine (in latino Universitas Studiorum Utinensis, in lingua friulana Universitât dal Friûl, acronimo: UniUd) è un'università statale italiana fondata nel 1978 su iniziativa popolare, grazie alla raccolta di oltre 125.000 firme, molte delle quali giunte dopo il terremoto del 6 maggio 1976. È l'unica università in cui accanto all'italiano è ufficialmente riconosciuta un'altra lingua, quella friulana. In misura minore vengono impiegati anche sloveno e tedesco. L'ateneo dispone di sedi periferiche a Gemona del Friuli, Gorizia e Pordenone.

## Identità visiva
Il sigillo dell'ateneo è circolare e vi campeggia, su sfondo azzurro, un'aquila d'oro ornata di rosso con le ali spiegate, la coda gigliata e il capo rivolto verso destra. Sul bordo del sigillo compare la scritta "Universitas Studiorum Utinensis", con parole separate da crocette e divise dal campo interno da una cornice perlinata.
L'archivio di Stato di Udine, approvando la scelta dello stemma e del sigillo dell'università, sottolineava come s'accordasse con la tradizione storica friulana: l'aquila appariva infatti sugli stemmi del patriarcato e della città di Aquileia.

## Storia
L'Ateneo è stato fondato nel 1978, nell'ambito degli interventi per la ricostruzione del Friuli, in seguito al terremoto del 1976 e su richiesta di ampie porzioni della popolazione che supportarono l'iniziativa con la raccolta di 125.000 firme. L'istituzione dell'ente concretizzava il lavoro del consorzio universitario, attivo sin dal 1968; i primi corsi di laurea a gestione autonoma furono avviati nel novembre del 1978.

## Struttura
In seguito alla riforma universitaria del 2010 sono state soppresse le facoltà e i corsi di laurea sono stati localizzati in otto dipartimenti: 
- Dipartimento di area medica (DAME)
- Dipartimento politecnico di ingegneria e architettura (DPIA)
- Dipartimento di lingue e letterature, comunicazione, formazione e società (DILL)
- Dipartimento di scienze agroalimentari, ambientali e animali (DI4A)
- Dipartimento di scienze economiche e statistiche (DIES)
- Dipartimento di scienze giuridiche (DISG)
- Dipartimento di scienze matematiche, informatiche e fisiche (DMIF)
- Dipartimento di studi umanistici e del patrimonio culturale (DIUM)

## Gruppo teatrale
Il Gruppo Teatrale Universitario è un'associazione studentesca dell'università di Udine fondata nel 2004.

## Coro dell’Università di Udine “G. Pressacco”
Il Coro dell’Università di Udine (Coro UniUd) dopo la precedente esperienza con i maestri Walter Themel e Davide Pitis, nella sua formazione attuale è stato fondato nel 2015, ed anima le principali cerimonie dell’ateneo.  Nel 2017 il coro è stato intitolato a Gilberto Pressacco e nel 2018 il coro si è costituito come associazione.

### Partecipazione a rassegne corali nazionali 2019-2023

#### Università Canta
Durante l’emergenza covid, il coro ha partecipato a “Università Canta” una staffetta musicale virtuale tra corsi universitari partita dal Coro dell’Università degli Studi di Bergamo. L’evento si è poi svolto dal vivo con la partecipazione di oltre 20 cori universitari, nella primavera del 2023. Per l’occasione il Coro UniUd ha eseguito il brano “Sicut Cervus” di Palestrina oltre a brani internazionali eseguiti a Brescia presso la Chiesa del SS Corpo, insieme al coro dell’Università L.Vanvitelli.

#### UnInCanto
Il coro dell’Università di Udine partecipa alla rassegna di cori universitari “UnInCanto”organizzata dal Coro dell’Università degli Studi di Urbino "Carlo Bo" per la prima volta nel 2019, in quell’anno si aggiudica anche la competizione goliardica “Feluca d’oro”. Dopo la pausa dovuta alle restrizioni della pandemia, il coro ritorna ad Urbino nel 2022 e nel 2023 consolidando la collaborazione con il coro universitario locale.

#### Festa della Musica
Il Coro partecipa attivamente alla festa dell musica. Nel 2022 il coro organizza una serie di concerti nelle sedi dell’ateneo friulano. Nel 2023, il coro amplia la scelta musicale e i luoghi dei concerti coinvolgono il territorio friulano

## Casa editrice
Nel 1995 l'ateneo ha istituito una propria casa editrice denominata Forum Editrice Universitaria Udinese.

## Rettori
- 1978-1979: Antonio Servadei
- 1979-1981: Mario Bonsembiante
- 1981-1983: Roberto Gusmani
- 1983-1992: Franco Frilli
- 1992-2001: Marzio Strassoldo
- 2001-2008: Furio Honsell
- 2008-2013: Cristiana Compagno
- 2013-2019: Alberto Felice De Toni
- Dal 2019: Roberto Pinton[20]

## Galleria d'immagini

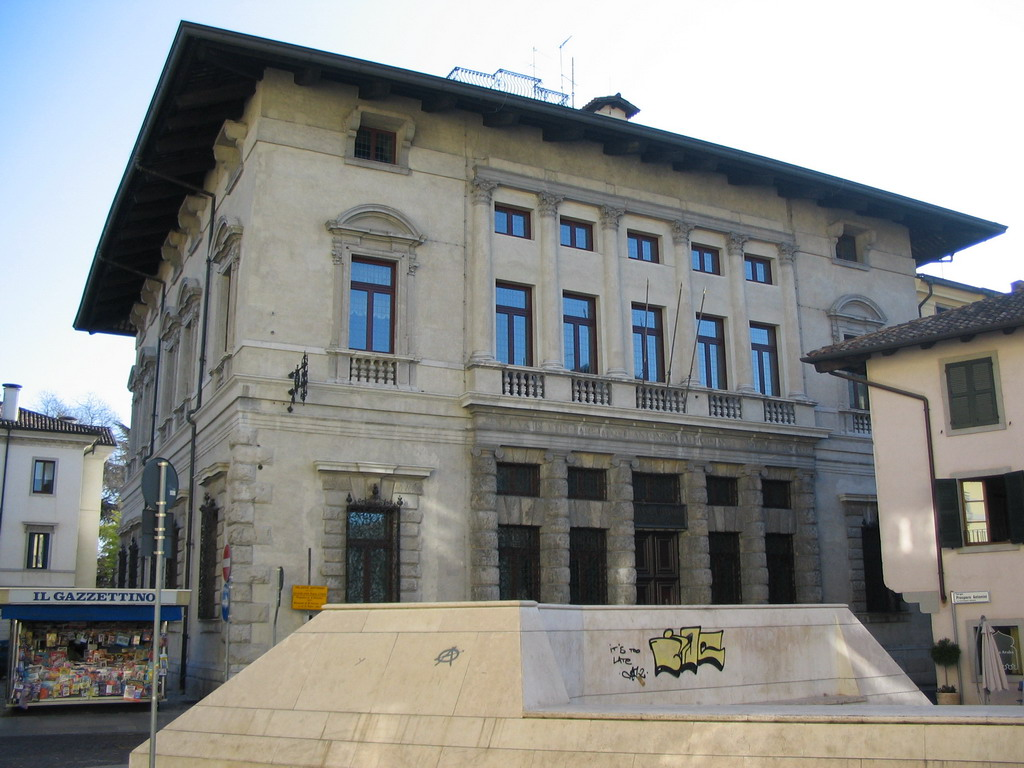
Palazzo Antonini-Maseri, sede del Rettorato.
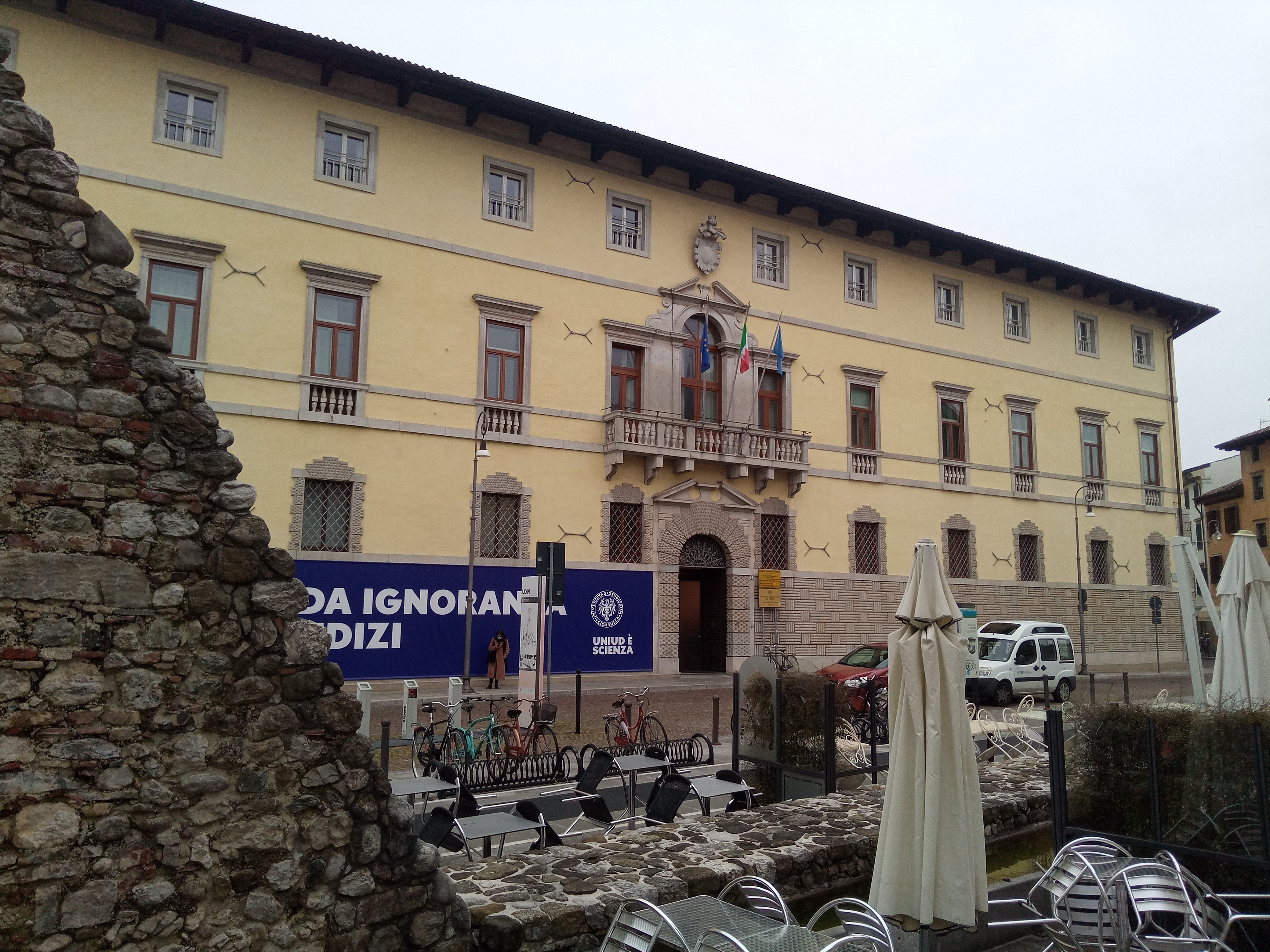
Palazzo Antonini Cernazai.
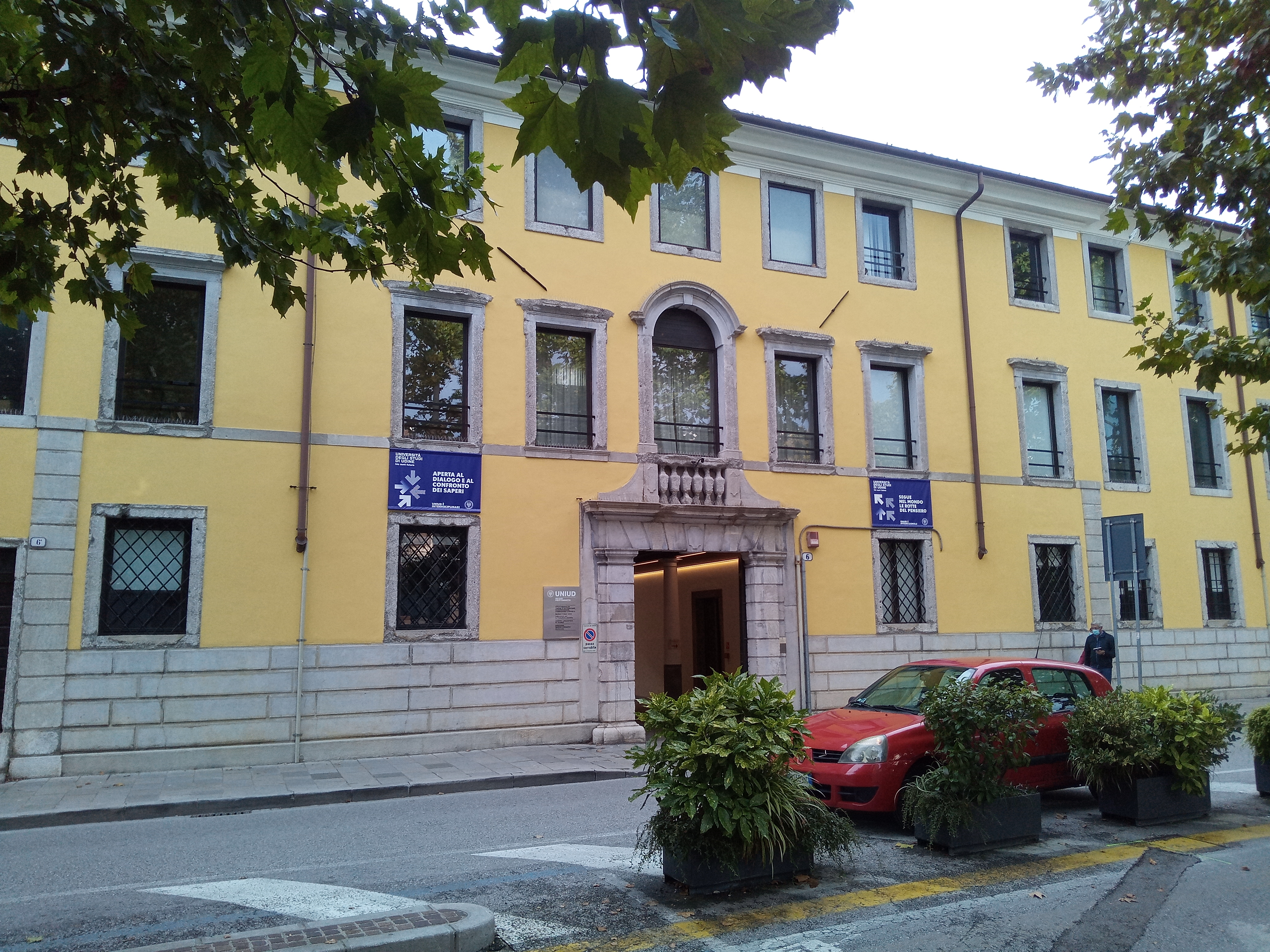
Palazzo Politi Camavitto.
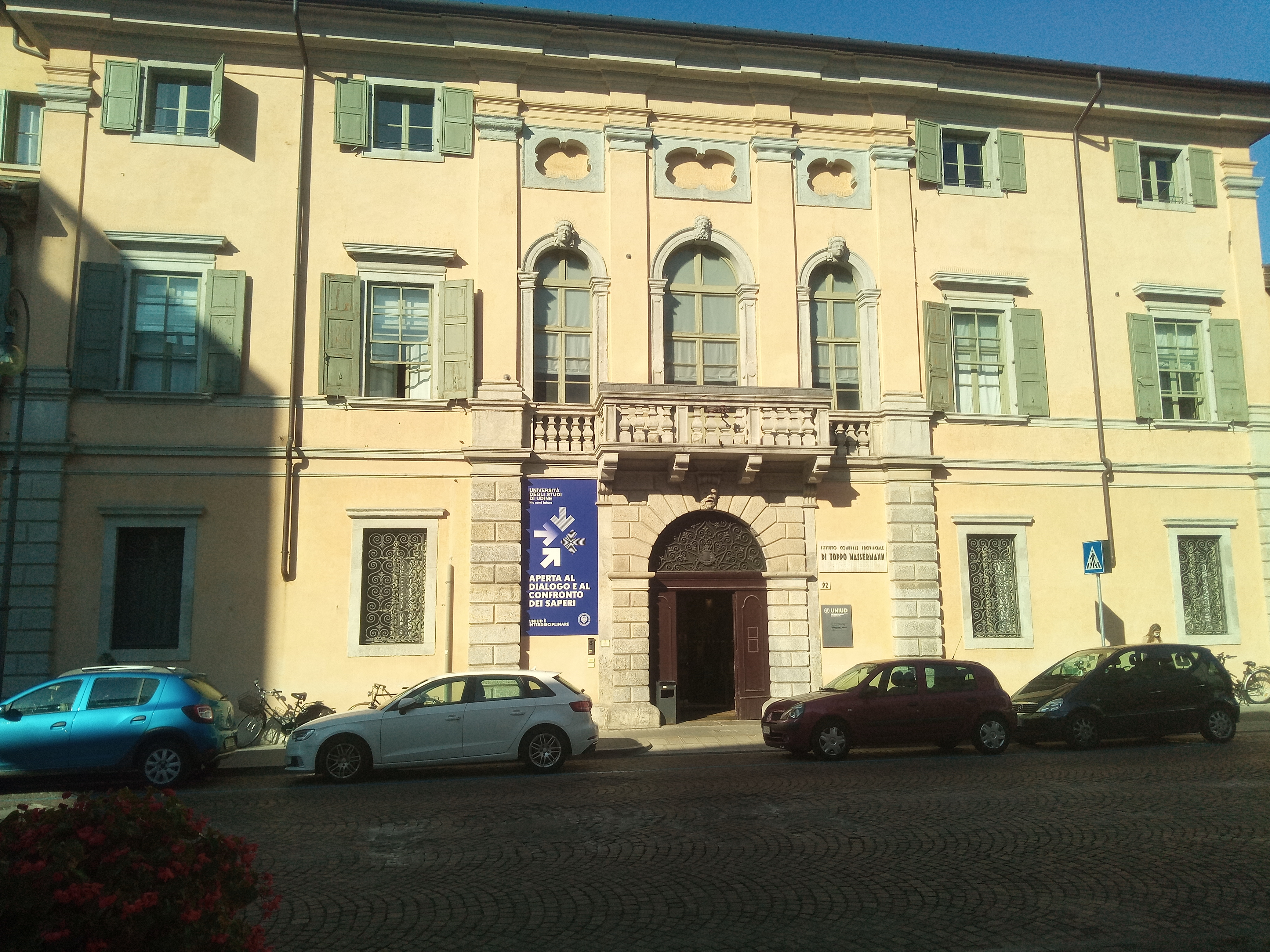
Palazzo Garzolini di Toppo-Wassermann, sede della Scuola Superiore dell'Ateneo.
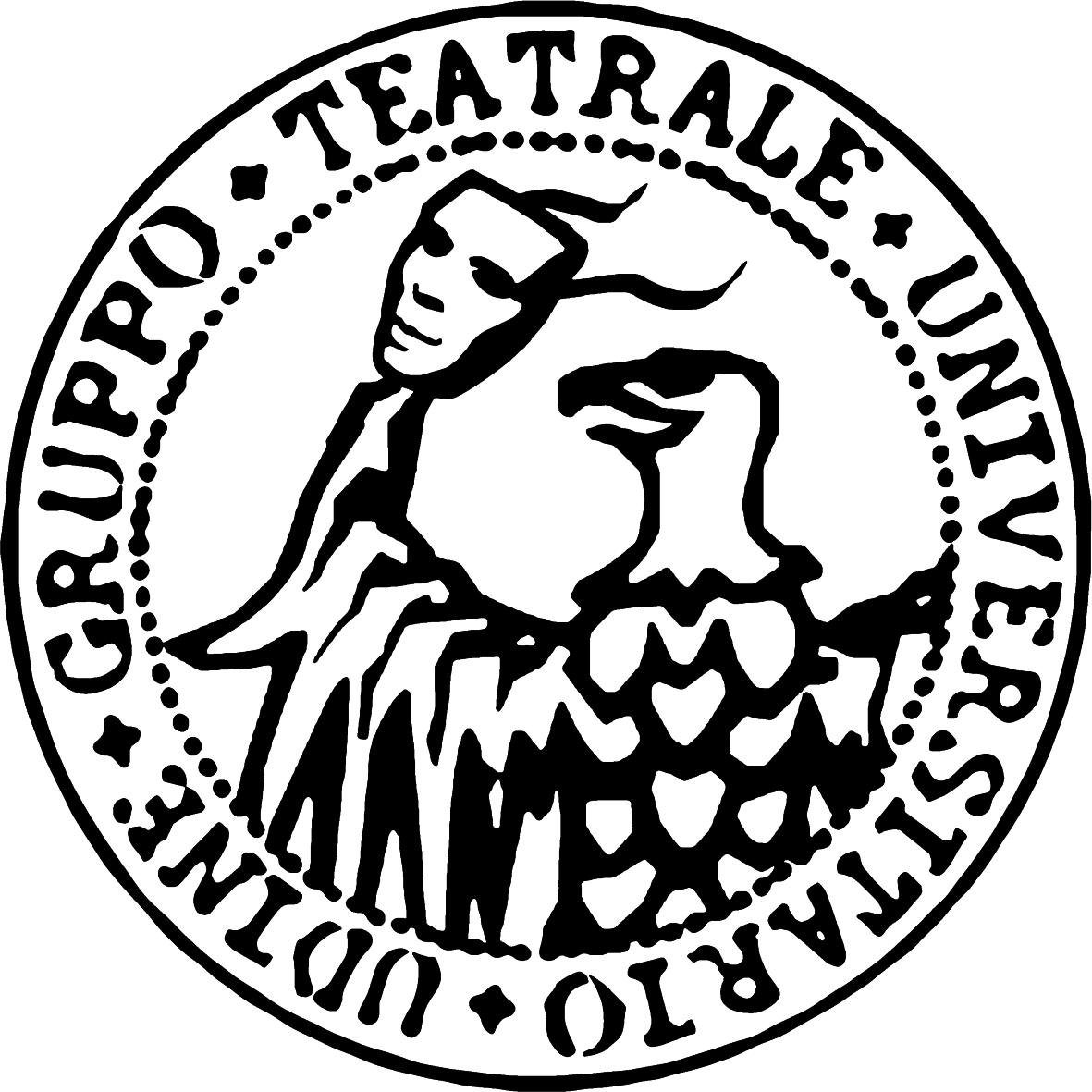
Il logo del gruppo teatrale, ispirato al simbolo dell'università.